# 21 Club
Der 21 Club, auch einfach nur 21 genannt, war ein Restaurant mit traditionell amerikanischer Küche in New York. Es wurde 1922 zur Zeit der amerikanischen Prohibition als Speakeasy gegründet.
Als es im Zuge der COVID-19-Pandemie zeitweise in allen Lokalen in New York City verboten war, in Innenräumen zu essen, gab der Club nach der zweiten Schließung im Dezember 2020 bekannt, dass der Betrieb auf unbestimmte Zeit eingestellt werde. Die Mitarbeiter wurden ab März 2021 unter Berufung auf wirtschaftliche Unsicherheit entlassen.

## Umgebung
Das Restaurant befand sich in der Innenstadt von Manhattan in einem Reihenhaus an der 21 West 52nd Street, wo neben dem Restaurant eine Lounge und eine Bar untergebracht waren. Die Decke des Barraumes war hierbei mit antiken Spielsachen und gespendeten Sporterinnerungsstücken bedeckt.
Das bekannteste Merkmal des Club sind die Gusseisen-Jockeys, die den Balkon des Eingangs schmücken. In den 1930er schenkte Jay Van Uk († 1998) dem Club den ersten Jockey, worauf andere New Yorker Persönlichkeiten, die ebenfalls Kunden waren, darunter der Finanzmann und Pferdezüchter Ogden Mills Phipps (1940–2016) und die Familien Vanderbilt und Mellon, 21 Jockeys in den Rennfarben ihrer Ställe übergaben. Im Sommer 2015 wurden alle 37 Jockeys für eine dreimonatige Restaurierung entfernt, am 21. Oktober wurden sie dann wieder zurückgebracht.

## Geschichte

### Gründung und Anfang
1922 gründeten die Köche Jack Kriendler und Charlie Berns das Lokal in Greenwich Village als kleines Speakeasy mit dem Namen „The Red Head“.
1925 zog man in einen Keller am 88 Washington Place und benannte den Club in „Frontón“ um. 1926 siedelte das Speakeasy erneut um und änderte den Namen in „The Puncheon“, inoffiziell „The Puncheon Grotto“. Es lag an der 42 West 49th Street. Dort hatte der Club zum ersten Mal sein ikonisches Schmiedeeisentor, außerdem wurde der Club exklusiver. Da auf dem Areal das Rockefeller Center gebaut wurde, verlegte man das Lokal drei Blöcke nördlicher an die 21 West 52nd Street. Am 1. Januar 1930 eröffnete es als „Jack and Charlie's 21“ und blieb dort bis zu seiner Schließung.

### Alkohol im 21 Club
Während der amerikanischen Prohibition fanden mehrfach Razzien auf den Club statt. Frank Buchanan wurde von den beiden Besitzern beauftragt, den Club mit Hilfe eines Systems aus getarnten Türen, unsichtbaren Rutschen und Drehstangen vor dem Zugriff der Behörden zu schützen. Sobald eine Razzia begann, verwendete man ein Hebelsystem, um die Regale der Bar zu kippen und die Schnapsflaschen über eine Rutsche in die städtische Kanalisation zu befördern.
Es gab auch einen versteckten Weinkeller, der durch eine Geheimtür in einer Backsteinmauer zugänglich war, die in den Keller des Nachbargebäudes führte, was den Zugriff der Behörden weiter erschwerte. Obwohl der Raum heute noch als Weinkeller genutzt wird, wurde ein Teil des Gewölbes umgebaut, um damit einen neuen Raum für bis zu 20 zusätzliche Gäste zu schaffen. Der Club lagerte außerdem (auf 2000 Weinkisten verteilt) die privaten Weinsammlungen von Al Jolson, Aristoteles Onassis, den Nordstrom Sisters, Elizabeth Taylor, Ernest Hemingway, Frank Sinatra, Gene Kelly, Gerald Ford, Gloria Swanson, Gloria Laura Vanderbilt, Hugh Carey, Joan Crawford, John F. Kennedy, Judy Garland, Mae West, Marilyn Monroe, Richard Nixon, Sammy Davis, Jr. und Sophia Loren.
Der Club wird mehrmals in David Nivens Memoiren „Bring on the empty Horses.“ („Stars, die nicht vom Himmel fielen: Hollywood und alle meine Freunde“) erwähnt. Nach dem Ende der Prohibition bekam er einen Job als Spirituosenverkäufer bei Jack und Charles und besuchte das Lokal mit dem Regisseur John Huston nach ihrer Rückkehr aus dem Zweiten Weltkrieg.

### Neueröffnung
1985 verkauften Kriendler und Berns das Restaurant an die Holding-Gesellschaft General Felt Industries, eine Holdinggesellschaft unter der Leitung von Marshall S. Cogan und Stephen Swid. Am 11. Mai 1987 wurde das Restaurant nach einer langen Renovierungsphase für mehr als 30 Millionen Euro von Ken Aretsky neu eröffnet. Die neuen Chefköche waren der Franzose Alain Sailhac, der vorher bei Le Cirque arbeitete, und die US-Amerikanerin Anne Rosenzweig.
1995 verkauften Corgan und Swid das Restaurant an die Orient-Express Hotels Ltd., welche sich 2014 in Belmond Ltd. umbenannte. 1996 übernahm Chef Erik Blauberg die Küche. Zum 24. Januar 2009 wurde die Kleiderordnung geändert, sodass Männer beim Abendessen keine Krawatte mehr tragen mussten, ein Sakko war allerdings weiterhin Pflicht. Es gab hierbei die Möglichkeit, sich eine Leihjacke von Michael Kors oder Ralph Lauren auszuleihen.

### Schließung
Auf Grund der COVID-19-Pandemie in den Vereinigten Staaten mussten im März 2020 alle New Yorker Restaurants, dementsprechend auch der 21 Club geschlossen werden. Im November beschloss der Manager den Club für längere Zeit zu schließen. Als zunächst eine Öffnung angekündigt wurde, dann aber ein zweiter Shutdown in New York City dies verhinderte, gab das Restaurant bekannt auf Grund von wirtschaftlichen Unsicherheiten für immer zu schließen und kündigte allen Angestellten bis März 2021. Die ikonischen Jockey-Figuren wurden bereits im Dezember 2020 entfernt. Belmond kündigte an, eventuell für Ersatz in der ein oder anderen Form zu sorgen, das Restaurant ist jedoch seitdem geschlossen.

### Trivia
- Von 2003 bis 2018 war das Restaurant Träger des Wine Spectator Grand Awards, der von der Fachzeitschrift Wine Spectator vergeben wurde.[15]
- Jack Kreindler und Charlie Berns stellten Teile ihrer Kunstsammlung im 21 aus, darunter Originalarbeiten von Frederic Remington, McClelland Barcley und Bradford Crandall sowie Danksagungen von Walt Disney World Resort und Peter Arno. Auch Sammlungen von Franscesca Anderson und Wynne Evans waren dort ausgestellt.[2]
- Der International Debutante Ball veranstaltete außerdem seine Pre-Ball-Partys im 21 Club.[16]
- Die Stammkundschaft erhielt zur Weihnachtszeit Seidenschals, die mit einem Vereinslogo versehen waren. Jeder einzelne Schal war nummeriert, hatte das Jockey-Logo und eine Abbildung der Geländer des Clubs. Ein paar der außergewöhnlichsten und begehrtesten Schals wurden in den 1950er und 1960er von Ray Strauss entworfen, der Symphony Scarves gründete. Einige Exemplare sind in dem 1989 erschienenen Buch „The Scarf“ („Der Schal“) abgebildet.[17] Die US-amerikanische Sängerin und Schauspielerin Siggie Nordstrom (1893–1980) hatte eine Sammlung von mehreren Dutzend Schals, die sie über die Jahre zusammengetragen hatte.